# 최호섭 (가수)
최호섭(1964년 7월 29일 ~ )은 대한민국의 가수이다.

## 생애
1976년 아버지가 작곡한 로보트 태권 브이라는 곡을 발표하면서 연예계에 발을 디뎠다. 1978년 뮤지컬배우로 데뷔한 그는 1986년 뮤지컬 《화랑 원술》의 주연으로 일약 널리 알려졌고 1988년 1집 음반을 발표하면서 정식 가수 데뷔하였다.

## 대표작
- 1988년 세월이 가면 (최귀섭 작곡,최명섭 작사)